# Pandemia de COVID-19 no Mali
Foi confirmado que a pandemia de coronavírus 2019-2020 atingiu o Mali em março de 2020.

## Cronologia

### Março
Em 25 de março, o Mali confirmou seus dois primeiros casos de COVID-19.

## Prevenção
Em 18 de março, o presidente Ibrahim Boubacar Keïta suspendeu os vôos dos países afetados, fechou escolas e proibiu grandes reuniões públicas. No entanto, as eleições planejadas de março a abril, que já foram adiadas várias vezes pela má situação de segurança no país, ainda continuarão conforme o planejado.